# Deer Jet
Pour les articles homonymes, voir Deer.
Deer Jet (金鹿航空) est une Compagnie aérienne chinoise établie en 1995 en tant que filiale du groupe Hainan Airlines. Jusqu'en décembre 2008 elle effectue uniquement des vols charters. La compagnie a reçu l'autorisation d'effectuer des vols réguliers en 2009.

## Flotte

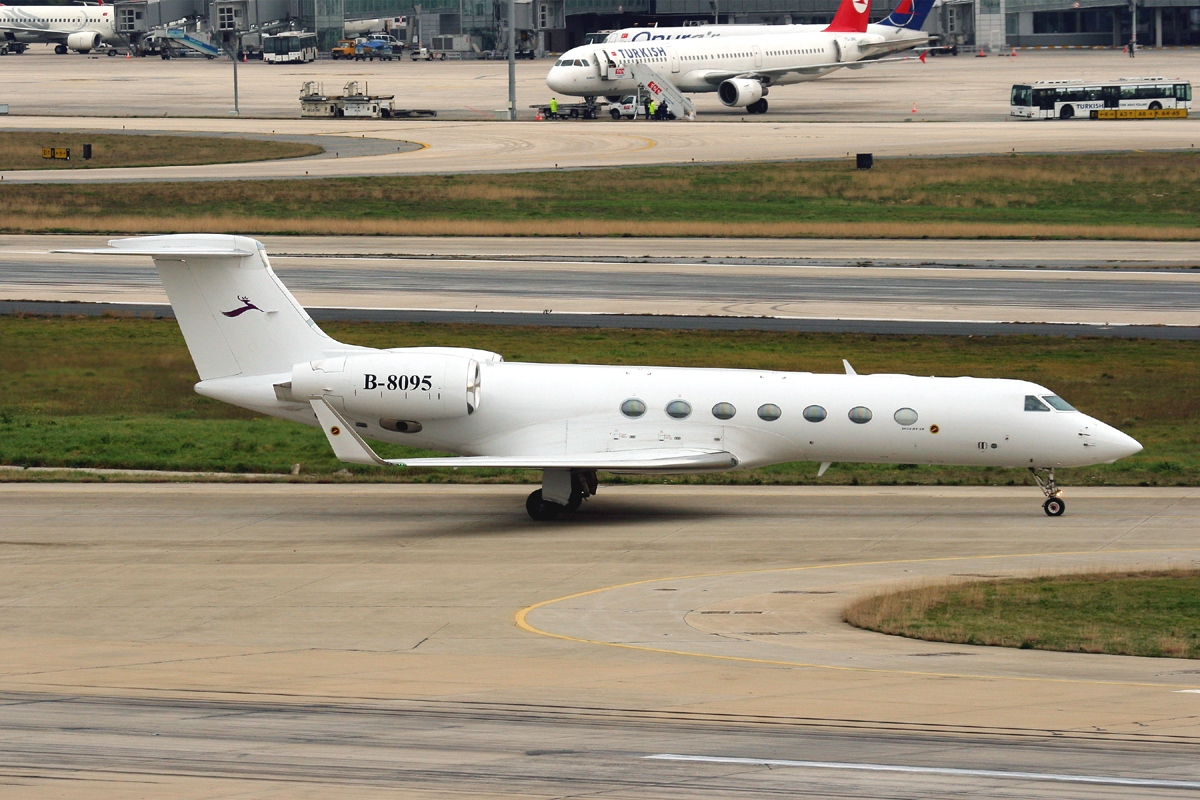
Gulfstream G550 de Deer Jet

En mai 2009 Deer Jet possède les appareils suivants : 
- 22 Airbus A319-100 plus 5 autres devant être livrés en 2009
- 4 Hawker 800, 2 Hawker 850XP, 1 Hawker 900XP
- 4 Gulfstream G200
- 4 Gulfstream IV
- 1 Gulfstream V
- B 737-7